# مملسة مباغتة
مملسة مباغتة (الاسم العلمي: Pediococcus inopinatus) هي نوع من البكتيريا تتبع جنس المملسة من فصيلة الملبنات.